# Nytårskoncerten
Nytårskoncerten er en årlig koncert med musik fra wienerklassicismen spillet den 1. januar af Wiener Philharmonikerne i Wien, Østrig i den gyldne sal i Wiener Musikverein. Koncerten transmitteres direkte til store dele af verden, og det anslås at omkring 50 millioner mennesker i 73 lande overværer koncerten.

## Musik
Til koncerten spilles der hovedsageligt wienermusik, med værker af komponister fra Strauss-familien. Disse inkluderer Johann Strauss den ældre, Johann Strauss den yngre, Josef Strauss og Eduard Strauss. Hertil kommer værker af bl.a. danske Hans Christian Lumbye.

## Historie
Koncerten blev første gang opført den 31. december 1939, men har siden anden koncert (1. januar 1941) fundet sted nytårsdag. Den første koncert blev kaldt en speciel optræden, og den eneste komponist, der blev spillet, var Johann Strauss den yngre. Dirigent var Clemens Krauss.

## Dirigenter
- Clemens Krauss, 1939, 1941–1945, 1948–1954
- Josef Krips, 1946–1947
- Willi Boskovsky, 1955–1979
- Lorin Maazel, 1980–1986, 1994, 1996, 1999, 2005
- Herbert von Karajan, 1987
- Claudio Abbado, 1988, 1991
- Carlos Kleiber, 1989, 1992
- Zubin Mehta, 1990, 1995, 1998, 2007, 2015
- Riccardo Muti, 1993, 1997, 2000, 2004, 2018, 2021,[1] 2025,[2]
- Nikolaus Harnoncourt, 2001, 2003
- Seiji Ozawa, 2002
- Mariss Jansons, 2006, 2012, 2016
- Georges Prêtre, 2008, 2010
- Daniel Barenboim, 2009, 2014, 2022
- Franz Welser-Möst, 2011, 2013, 2023[3]

- Gustavo Dudamel, 2017
- Christian Thielemann, 2019, 2024
- Andris Nelsons, 2020[4]